# Цароев, Абдула Дудиевич
Цароев Абдула Дудиевич (1919—1985) — офицер РККА, партизан, офицер НКГБ СССР, участник Великой Отечественной войны, разведчик отряда «Митя» (разведывательно-диверсионная резидентура № 4/70 Особой группы при наркоме НКВД СССР) Дмитрия Медведева.

## Биография
Родился в августе 1919 года в Назрани.
В 1937 году стал студентом Московского государственного театрального института — при ГИТИСе были открыты чеченская и ингушская студии. Летом 1939 года подающие надежды студийцы побывали на Родине, представив на суд местной публики свои первые учебные работы.
В 1939 году, во время Финской военной компании, уходит со второго курса ГИТИСа и, получив направление Краснопресненского райвоенкомата, отправляется в Белоруссию и поступает в Калиновичское военное училище.
В 1941 году в 22-летнем возрасте получил звание лейтенанта и стал командиром роты 20-го мотострелкового полка 37-й Краснознаменной мотострелковой дивизии.
Великая Отечественная война застала его роту на западной границе, под Гродно.
С началом всенародного партизанского движения возглавил разведку в разведывательно-диверсионном отряде под командованием батальонного комиссара Корягина. Партизанский отряд наносил ощутимые удары оккупантам, и вокруг него стали сплачиваться разрозненные силы местного сопротивления. Позже они были объединены в Каричевский партизанский отряд, руководил которым партийный работник Игнат Изох.
В городе Кличеве в ответ на расстрел членов семей коммунистов вместе со своими разведчиками уничтожил немецкую комендатуру и лично казнил коменданта.
В местечке Суша вместе со своим боевым товарищем И.Кузиным уничтожил гестаповскую группу, захватив оружие и документы.
В августе 1941 года на шоссе Бобруйск-Могилев в районе деревни Берки усиленная группа Абдулы Цароева разгромила автоколонну противника, уничтожив около 70-ти фашистов.
Дерзкие операции Каричевского партизанского отряда вынудили немецкое командование предпринять крупномасштабную карательную операцию с привлечением армейских подразделений и элитных частей СС. Партизаны были вынуждены с боями уходить на восток.
После гибели Игната Изоха лейтенанту Цароеву пришлось принять командование отрядом на себя.
Форсировав Друть, Днепр и Сож, партизаны оторвались от преследования и вышли к реке Бесеть в районе станции Костекевичи.
Обнаружив рядом с деревней Кокоши полевой аэродром немцев, партизаны нанести по нему огневой удар и уничтожили.
5 сентября 1941 года в брянских лесах отряд лейтенанта Цароева воссоединился с десантным партизанским отрядом капитана госбезопасности Дмитрия Медведева, который впоследствии вырос в партизанское соединение, став легендой Великой Отечественной войны.
В соединении Дмитрия Медведева командовал разведкой отрядов «Победители» и «Митя» (разведывательно-диверсионная резидентура № 4/70 Особой группы при наркоме НКВД СССР), участвовал в совместных операциях с легендарным разведчиком Николаем Кузнецовым.
В ноябре 1942 года при выполнении очередное боевого задания получил тяжелое ранение и был доставлен в Москву. Лечение проходил в центральной больнице МВД СССР.
Спустя три месяца, находясь в резерве 4-го управления НКГБ СССР, приступил к подготовке рядового и сержантского состава для работы в тылу у врага.
В сентябре 1943 года вернулся в партизанское соединение Дмитрия Медведева.
В начале 1944 года получил второе ранение.
В мае 1945 года на должности секретаря министра госбезопасности Киргизской ССР, а год спустя был переведен на оперативную работу в один из отделов министерства.
В 1948 году вышел на пенсию, проживал в гор. Фрунзе.
Окончил Самаркандский торговый институт и до 1970 года возглавлял трест столовых и ресторанов Джамбульской области в Казахстане.

## Награды
16 февраля 1942 года Указом Президиума Верховного Совета Союза ССР за доблесть и мужество, проявленные в партизанской борьбе в тылу немецко-фашистских захватчиков, был награждён Орденом Красной Звезды.
26 декабря 1943 года за успешное выполнение специальных заданий в тылу немецко-фашистских захватчиков Указом Президиума Верховного Совета СССР он был награждён вторым Орденом Красной Звезды.
Летом 1944 года приказом Украинского штаба партизанского движения был награждён медалью «Партизану Великой Отечественной войны» 1 степени.
Среди других наград Цароева есть и медаль «За оборону Москвы».

## Увековечение имени
Указом Президента Республики Ингушетия М. М. Зязикова 19 апреля 2004 года имя Абдулы Дудиевича Цароева присвоено кадетской школе-интернату «Горский кадетский корпус».

## Семья
Отец — Дуда Цароев погиб в 1919 году в боях с белогвардейцами.
Единственный брат погиб в ноябре 1942 года в боях под Сталинградом